# Daïra d'Oued Taria
La daïra d'Oued Taria est une circonscription administrative algérienne située dans la wilaya de Mascara. Son chef-lieu est situé sur la commune éponyme d'Oued Taria.

## Communes
La daïra regroupe les deux communes d'Oued Taria et Guerdjoum.